# Music for the Amorphous Body Study Center
Music for the Amorphous Body Study Center è il nono EP del gruppo musicale anglo-francese Stereolab, pubblicato nel 1995.

## Tracce
1. Pop Quiz – 4:22
2. The Extension Trip – 3:44
3. How to Play Your Internal Organs Overnight – 3:59
4. The Brush Descends the Length – 3:09
5. Melochord Seventy-Five – 3:39
6. Space Moment – 2:42
7. Untitled – 1:37